# Альпийский стиль
Альпийский стиль в альпинизме — один из способов (стилей) достижения вершины горы в составе группы или соло.

## Сущность
Сущность альпийского стиля заключается в максимально быстром восхождении на вершину при минимальном использовании альпинистского снаряжения. При данном подходе участники восхождения в его процессе совершают самостоятельный подъём всего необходимого снаряжения (включая бивачное), продовольствия, топлива. Поскольку само восхождение может занимать от нескольких часов до нескольких недель, его тактика рассчитывается, в том числе, исходя из веса переносимого с собой груза. Восхождения в альпийском стиле совершают, как правило, в составе связки или небольшой группы, а иногда и в одиночку (при осуществлении простых восхождений количество участников может быть больше). Альпийский стиль предполагает отказ от провешивания верёвочными перилами всего маршрута, создания системы стационарных промежуточных лагерей, использования услуг носильщиков и кислородного оборудования (при восхождении на большие высоты).
Одним из пионеров стиля был британский альпинист А. Маммери, идеи которого развил австриец Пауль Пройсс. Несмотря на то, что данный стиль восхождений — наиболее логичен на непродолжительных восхождениях и на относительно невысокие вершины (до 7000 метров), со временем, по мере развития уровня подготовки (оснащённости) спортсменов, стали применять и в восхождениях на гималайские гиганты. В 1975 году Райнхольд Месснер и Петер Хабелер взошли на Гашербрум I без кислородного оборудования. Несколько ранее на столь высокие горы в альпийском стиле начал подниматься Войтек Куртыка (в 1972 году — на Акхер-Чаха (7017 м) и Кохи-Тез (7015 м)). Отчасти в альпийском стиле было совершено восхождение Германа Буля на Броуд-Пик в 1957 году; в чистом альпийском стиле участники той же экспедиции позже поднялись на Скил-Брум (Маркус Шмук и Фриц Винтерштеллер) и предприняли попытку восхождения на Чоголизу (Герман Буль и Курт Димбергер). Такие восхождения требуют высокого мастерства, физической и технической подготовленности спортсменов.

## Преимущества и недостатки
К преимуществам альпийского стиля относят более высокую скорость прохождения маршрута, большую мобильность спортсменов, а также меньшие финансовые затраты на организацию восхождения.
К недостаткам стиля относят отсутствие возможности для проведения полноценной акклиматизации, ограниченность ресурсов и связанный с этим потенциальный риск оказаться в ловушке из-за непогоды, отсутствие потенциальной возможности быстрой эвакуации по провешенному перилами маршруту, а также отсутствие поддержки со стороны других участников восхождения, характерного для экспедиционного стиля.

## Гималайский (экспедиционный) стиль
Наряду с альпийским стилем существует также гималайский (экспедиционный, осадный) стиль восхождения. При подъёме на вершину альпинисты создают систему промежуточных лагерей, а сам маршрут (полностью или частично) провешивают перильной страховкой. Стиль появился в конце XIX века, когда альпинисты начали осваивать Гималайские и Каракорумские гиганты. На обработку маршрутов и само восхождение уходили месяцы. Это было невозможно без организации промежуточных лагерей, в которые можно было бы возвращаться для отдыха. Также необходимо было учитывать влияние высоты, на которой человек гораздо быстрее утомляется и действует медленнее, также невозможно длительное пребывание на большой высоте. Восхождение в гималайском стиле требует большого числа участников для подъёма грузов в промежуточные лагеря. Чаще всего для этих целей нанимают высотных носильщиков.